# 시민 기술
시민 기술, 시빅 테크놀로지(civic technology, 시빅 테크(civic tech)는 소통, 의사 결정, 서비스 전달, 정치 프로세스를 위해 소프트웨어로 사람과 정부 간 관계를 강화한다. 여기에는 커뮤니티가 주도하는 자발자, 비영리 단체, 컨설턴트, 사기업 팀이 만드는 소프트웨어를 통해 정부를 지원하는 정보통신기술이 포함된다.

## 시민 해킹
시민 해킹(civic hacking)은 프로그래머, 디자이너, 데이터 과학자, 커뮤니케이터, 조직자, 기업가, 정부 직원들의 문제 해결을 가리킨다. 일부 프로젝트들은 코드 포 아메리카와 마이소사이어티와 같은 비영리 단체들이 주도한다. 작업에는 유급 직원과 자발적인 기여자들의 기여가 포함된다.

## 정의
전자정부 서비스에는 4가지 유형이 있으며 시민기술은 G2B(정부 대 기업), G2G(정부 대 정부), G2E(정부 대 직원)로 분류된다.
2013년에 나온 미국의 비영리 단체인 나이트 파운데이션의 보고서는 시민 기술 공간 내에서 다양한 초점을 맵핑하려 한다. 시민 기술 프로젝트는 크게 두 가지 범주로 분류된다: 개방형 정부와 지역사회 활동이다.
| 열린 정부는 다음을 포함한다: | 커뮤니티 액션은 다음을 포함한다. |
| ---------------------------- | -------------------------------- |
| 데이터 액세스 및 투명성      | P2P 로컬 공유                    |
| 투표                         | 시민[크라우드펀딩]               |
| 시각화 및 매핑               | 동네 포럼                        |
| 데이터 유틸리티              | 정보 크라우드소싱                |
| 주민 피드백                  | 커뮤니티 조직                    |
| 공공의사결정                 | 참여예산 편성                    |

시민들은 소셜 미디어를 통해 대표자들을 보다 가까이서 접할 수 있다. 그들은 트위터와 페이스북과 같은 사이트를 통해 정부 관계자들에게 의견을 직접 표현할 수 있다. 온라인 투표가 지방선거를 위한 투표 옵션이 된 과거 사례도 있었다. 2000년 애리조나 선거는 투표율이 이전 선거보다 두 배나 증가했다. 그러나 정부의 시민기술은 좋은 경영기법을 제공하지만 공정한 민주적 대표성을 주지 못한다고 주장한다. 소셜 미디어 또한 정부와 시민 간의 소통을 증진하고 정부 부문 내에서 투명성을 높이는 방향으로 정부의 성장 양상이 되고 있다. 이러한 혁신은 시민 참여와 기술에 기반한 보다 진보적이고 개방적인 정부로의 변화를 촉진하고 있다. 소셜 미디어를 커뮤니케이션 플랫폼으로 사용하여, 정부는 정부 절차에 대한 시민들의 우려를 위해 입법 과정과 의회에서 일어나고 있는 일에 대한 정보를 유권자와 시민들에게 제공할 수 있다.
시민 기술을 구성하는 것에 대한 정의는 논란이 되고 있다.. 특히 Uber, Lyft, Airbnb와 같은 공유 경제에 종사하는 기업과 관련한다. 예를 들면, 에어비앤비가 슈퍼스톰 샌디의 여파로 뉴욕 주민들에게 주택을 제공할 수 있는 능력은 시민 기술의 한 형태로 여겨질 수 있다. 개발 연구소의 거버넌스 프로그램 책임자인 Nathaniel Heller는 영리 플랫폼은 확실히 시민 기술의 범위를 벗어났다고 주장한다. Heller는 "시민 대 시민 공유가 실제로 관련되어 있지만, 이러한 기업들의 임무는 사회적 자본을 구축하는 어떤 종류의 실험이 아니라 투자자들의 이익을 극대화하는 데 초점을 맞추고 있다."고 말한다. 목표의 관점에서 시민 기술은 "공익을 위한 기술의 사용"으로 이해할 수 있다.
마이크로소프트의 기술 및 시민 참여 팀은 상향식 접근 방식을 통해 시민 기술에 대한 정확한 분류법을 개발하려고 했다. 그들은 기존 이니셔티브를 재고하고 다음과 같이 분류했다.
- 기능

- 관여한 사회적 과정

- 사용자 및 고객

- 추구하는 변화의 정도

- 기술의 깊이

마이크로소프트의 Civic Graph는 시민 혁신의 개발 네트워크를 안내하고 있다.

## 북미의 시민 기술

### 캐나다

#### 정부 주도 이니셔티브
Canadian Digital Service(CDS)는 캐나다 정부에 더 나은 IT를 제공하기 위한 시도의 일환으로 2017년에 시작되었다. CDS는 부서 내 지출 및 공공 서비스 운영을 감독하는 캐나다 재무부 기관 내에 설립되었다.

#### 시민주도형 시책
다른 나라들과 마찬가지로, 캐나다 시민 기술 운동은 여러 단체들의 본거지이다. Code for Canada는 Code for America의 모델을 어느 정도 따르는 비영리 단체이다. 몇몇 도시 또는 지역에서 시민 -date=2019-06-08}/ref> 캘거리,</ref>Toronto,<심판></ref>Ottawa,<심판></ref>Fredericton,<심판>“.CIVIC한 뒤 1990년 세림 FREDERICTON”. 《CIVIC한 뒤 1990년 세림 FREDERICTON》. 2018년 2월 7일에 확인함.</ref>세인트 John,<심판>“Civic 테크 세인트 John” (캐나다 영어). 2020년 6월 15일에 확인함. </ref>과 핼리팩스.<심판>“Halifax 시민 Tech”. 《Eventbrite》 (캐나다 영어). 2019년 6월 8일에 확인함.</ref>

## 유럽의 시민 기술

### 덴마크

#### 정부 주도 이니셔티브
2002년 덴마크 기업성장부, 고용부, 아동교육부 등에 의해 마인드랩 혁신 공공부문 서비스 디자인 그룹이 설립되었다. MindLab에서 사용되는 설계 방법은 일반적으로 정부 프로젝트뿐만 아니라 민족지학적으로 영감을 받은 사용자 연구, 창의적인 아이디어 프로세스, 시각화 및 m을 사용하여 정부 조직 구조를 진화시키기 위한 [[[프로토타이핑]]의 반복적인 접근 방식이며 테스트이다.서비스 프로토타입의 모델링. 국가 ID 시스템은 에스토니아 사람들이 온라인으로 세금을 납부하고, 온라인으로 투표하고, 온라인 뱅킹을 하며, 자신의 의료 기록에 액세스할 수 있게 할 뿐만 아니라, 에스토니아 공공 서비스의 99%를 24시간, 7일 동안 온라인으로 처리할 수 있게 했다. 에스토니아는 전자 메일 시스템으로 국제적으로 잘 알려져 있다.  인터넷 투표(시민들이 자신의 장비를 사용하여 원격으로 투표하는 경우)는 2005년에 에스토니아에서 시행되었으며 그 이후로 사용되고 있다. 2016년 기준으로 에스토니아의 인터넷 투표 제도는 3번의 지방 선거, 2번의 유럽의회 선거, 3번의 의회 선거에서 시행되고 있다. 
2007년, 에스토니아는 정치적으로 동기부여된 대규모 사이버 공격에 직면하여 대부분의 디지털 인프라를 손상시켰고, 그 결과 NATO 사이버 방어 센터 오브 엑설런스의 본거지가 되었다. 국가 보안 대응은 사이버 공격에 대응하여 2010년에 업데이트되고 사이버 범죄의 위협을 인식하고 있다.

### 에스토니아

#### 정부 주도 이니셔티브
에스토니아의 디지털화 과정은 2002년에 시작되었는데, 이때 지방과 중앙 정부가 자율적이고 상호 연결된 데이터를 허용하는 인프라를 구축하기 시작했다.의 디지털화된 사회는 독립 스코틀랜드에 대한 가치 있는 교훈이다., 에스토니아는 완전히 디지털화되고 디지털 서명과 짝을 이루는 국가 ID 시스템을 출시했다.
많은 시도들이 기술 중심지인 것으로 알려진 이동과 그 가장 역동적인 프랑스의 도시가 시민 기술에 관하여따르면에[경우에는 르 몽해결, 프랑스 시민 기술은"은 이미 현실"지만 부족한 투자를 이용한다.

#### 정부 주도 계획
프랑스에서는 공공 자료는 E 임무, 국무 총리의 권한에 의거한 위치에 자리함에서 볼 수 있다.
정부 기관들도 행정 국가(국가 디지털 의회)를 통해 법으로 디지털 화한다

#### Citizen-led 시책
시민 기술의 불어식 시민 사회는 집단 Démocratie 우베르뜨(오픈 민주주의)에 모여졌다. 이 집단의 주요 목적은 방법이 자생하고 정치 시스템 업데이트를 결정할 개선 민주주의 시민 권력을 신장하기를 강화하는 것이다. Démocratie 우베르뜨에는 많은 프로젝트들이 이해 정치, 기관 갱신, 민주주의에 참가하고 공개적인 행동에 초점을 맞추었다. 몇몇 오픈 소스, 비영리 웹 플랫폼 전국 시민의 직접적인 개입:Communecter.org,<심판>pixelhumain. “Réseausociétal citoyen”. 《www.communecter.org》. 2018년 1월 14일에 확인함.뿐만 아니라 민주주의는 OS프랑스(는 아르헨티나의 계획에서 파생된) 만들어라.

### 아이슬란드
아이슬란드 헌법 개혁, 2010–13]은 2008년 금융 위기 이후 12개의 초안에 대한 피드백을 수집하기 위해 소셜 미디어를 사용하여 헌법의 검토와 재초안을 위한 절차를 도입했다.
2011년 10월부터 베트리 레이캬비크라는 시민 재단의 플랫폼이 도입되어 시민들이 서로 정보를 주고받으며 이슈를 투표할 수 있게 되었다. 내가 아이슬란드의 대도시 시장이 되어 세상을 바꾼 방법 이지 = 192}> 시의회는 매달 각 참가자에게 공식적인 답변을 발표하기 전에 상위 제안서를 평가한다. 2017년 현재 시의회에서 승인된 제안 수는 769건에 달한다.  를 사용하여 당 정책을 수립한다.

### 이탈리아

#### 시민주도형 시책
TOP-IX, FBK, RENA가 만든 컨소시엄은 이탈리아 시민 기술 학교를 만들었다.<ref>{Cite web|url=http://www.tecnologieciviche.eu |title=Scuola diecnologie civiche |accessd

## 아프리카의 시민 기술

### 부르키나파소

#### 정부 주도 이니셔티브
부르키나파소 정부는 정부 구조, 헌법, 법률에 대한 온라인 정보를 제공하는 정부 웹사이트 포털을 가지고 있다. 이 이니셔티브를 통해 케냐 시민들은 여러 차례에 걸쳐 수도 서비스에 대한 불만을 보고할 수 있다.기술의 고리 이 플랫폼은 빈곤지역의 서비스 제공과 사용자 만족도를 개선하고자 하는 의도로 시민과 수도사업자 간의 소통을 가능하게 한다. 이용자들은 그들의 물 불만을 신고할 수 있는 네 가지 옵션이 주어진다. 번호로 전화를 걸어 불만을 신고하거나, 휴대폰을 통해 문자 메시지(SMS)를 보내거나, 전화기나 노트북의 웹 브라우저를 통해 온라인 포털에 로그인할 수 있다. 한 평가에서는 한 달에 400건에서 4000건으로, 그리고 해결률이 46%에서 94%로, 시행 후 달성된 시민 참여가 두드러진다.

### 남아프리카 공화국

#### 정부 주도 이니셔티브
남아공 정부는 시민들을 위한 웹사이트 포털인 www.gov.za을 가지고 있다. 이것은 공공 서비스 혁신 센터 (CPSI)가 공공 서비스 및 행정 부서와 국가 정보 기술 기관과 협력하여 만들었다. 정부 포털을 통해 시민들은 정부와 상호 작용하고 피드백을 제공하며 온라인으로 법률 및 국회의원 연락처 정보에 액세스할 수 있다. GovChat은 남아프리카 공화국 정부의 공식 시민 참여 플랫폼으로, 왓츠앱, 페이스북 메신저, SMS, USSD를 통해 액세스할 수 있으며, 정부가 제공하는 다양한 서비스에 대한 정보를 시민들에게 제공한다.

#### 시민주도형 시책
그래스루트는 커뮤니티 주최자가 시민을 동원할 수 있도록 지원하는 기술 플랫폼으로 문자메시지를 통한 스마트 메시징이 가능한 저대역·저데이터 설정을 위해 구축됐다.[ Governance Lab은 Grassroot이 지역사회 지도자의 리더십 능력에 중요한 영향을 미칠 수 있다고 제안하며, 이는 신중한 설계, 행동 인센티브, 능동적인 코칭 및 반복을 통해 달성될 가능성이 가장 높다.

### 우간다

#### 정부 주도 이니셔티브
우간다 정부는 시민들에게 법률, 헌법, 선거 관련 뉴스에 온라인으로 접근할 수 있도록 하는 Parliament Portal이라고 불리는 시민들을 위해 만들어진 웹사이트 포털을 가지고 있다.

#### 시민주도형 시책
2011년 유니세프 우간다에서 선보인 모바일 플랫폼 U-Report,는 안전 접근에서 교육, 조기 결혼에 이르는 광범위한 문제에 대해 우간다 청소년들과 대규모 여론조사를 실시하는 이니셔티브이다.

## 아시아의 시민기술

### 대만
대만은 국제적으로 개방형 데이터, 디지털 inclusivity,고 광범위한 인터넷 참여하는 등 기술 혁신으로도 올라 있다.
2019년 기준으로, 대만의 시민들에 12살의 약 87%은 인터넷에 연결했다.인터넷의 광범위한 사용 시민들이 플랫폼 그들의 정치적 의견을 표시할 수 있는 통해 온라인 정치 참여를 촉진시켜 왔다. 인터넷을 통해 대만의 시민들 직접 온라인 경로를 통해 공개적으로 자신의 정치적 소신 밝히는 정치적 인물들이 연락할 수 있다.<심판>Hsieh, 위리 Patrick; Li, Meng-Hao (2014년 1월 2일). [https에 정치적 견해://doi.org/10.1080/1369118X.2013.833278 “Online 정치 참여, 시민 말하고, 미디어 multiplexity: 어떻게 대만 시민들은 Web”] |url= 값 확인 필요 (도움말). 《Information, 통신 및 Society》 17 (1): 26–44. doi:10.1080/1369118X.2013.833278. ISSN 1369-118X. </ref> 새로운 혁신 대만 더 정치적 참여를 장려에 만들어지어야만 하는 것을 계속했다. 이 온라인 플랫폼 예를 들어"가입"라고 불리는 2015년에 대만 시민들이고, 정부의 정책을 제안하는 방법의 검토 논의하기 위해 주기 위해 제정되었다.<심판>{{저널 인용|last1=Hsin-Ying|first1=Huang|last2=Mate|first2=Kovacs|last3=마지막4호|첫3=크리사노프=Uwe|처음4=Serdült|날짜=2021년 7월|2012년=대만 가입 플랫폼의 온라인 청원 서명 역학 모델 | url= https://ieeexplore.ieee.org/document/9530852%7Cjournal=international Conference on EDemocracy EGovernment (ICEDEG)|page=199–204|doi=10.1109/ICEDEG52154.2021.9530852|isbn=978-1-6754-23}의 전반적인 인터넷 개발 그리고 대만에서 새로운 기술의 출현은 시민들 사이에 정치적 참여를 증가시키는 것을 보여주었다.ref {{저널 인용|last=Chang|first=Alex Chuan-hsien|date=2019년 12월|제목=인터넷 사용이 오프라인 정치 참여를 고무하는가? 대만 사례 분석|url=https://www.cambridge.org/core/journals/japanese-journal-of-political-science/article/does-internet-usage-inspire-offline-political-participation-analyzing-the-taiwanese-case/D430FB0EB06DCE80B8FB98B283DD41D8%7Cjournal=일본정치학저널%7Clanguage=en%7C20권=20%7C4쪽=1468109919000070%7Cs2cid=201372486%7Cissn=1468-1099}</ref>

#### 정부 주도 이니셔티브
대만의 디지털 장관 오드리 탕은 정부와 일반 대중 사이의 소통과 협업을 증진시키기 위해 약진했다. 각 부처에 참여관 네트워크를 구축해 협업회의를 통해 공공부문과 시민, 기타 정부부처 간 새로운 정부정책을 공동으로 만들어가고 있다. 대만은 대중들의 참여를 장려하기 위한 방법으로 시민 기술에 대한 협력적인 접근 방식을 취해왔다.<refname=":13"/> 대만에서 [[핀테크] 개발을 지원하기 위한 규제 샌드박스 플랫폼을 만든 2017년에 통과된 금융 기술 개발 및 혁신 실험법과 같은 대만에서의 새로운 정부 정책은 기술 발전을 촉진하는 데 도움이 되었다. 이번 샌드박스는 기업인과 기업이 1년 동안 법적 제약 없이 자유롭게 신기술 실험을 할 수 있도록 해 산업 창의성을 뒷받침하기 위해 마련됐다.ref “핀테크 규제개발”. 2020년 7월 1일. 2021년 9월 27일에 확인함. </ref>

#### 시민주도형 시책
이 운동은 2012년 공공 업무에 더 많은 시민을 참여시키는 것을 목표로 만들어졌다. 그것은 정부 정보의 투명성을 높이기 위해 고안된 코더, 디자이너, NGO 직원, 공무원, 시민들로 구성된 풀뿌리이자 분산형 시민 기술 공동체이다.

### 일본
일본에서는 2013년경부터 시빅테크 운동이 빠르게 성장하고 있다. 일본의 시민 기술 이니셔티브는 주로 시민 주도로 이루어졌으나, 최근에는 일본도 정부 주도의 이니셔티브를 취하고 있다.

#### 시민주도형 시책
시민 기술 이니셔티브의 목적은 국민이 기술을 민주화의 도구로 사용하고 공공 정보에 접근하도록 교육하는 것이다.
일본에서 시민 기술 운동의 급속한 성장은 2013년 경에 시작되었지만, 2011년 도호쿠 지방에서 발생한 지진, 쓰나미, 핵 용융 사건 이후 처음 시작되었다. 후쿠시마 제1원자력 발전소 사고 이후후쿠시마 재난]]], 시민들이 방사선 데이터를 수집하고 배포할 수 있도록 하는 시민 주도 이니셔티브 Safecast가 만들어졌다.
시민주도형 행동강령(Code for All)의 사명은 데이터가 대중에게 보다 쉽게 접근할 수 있도록 하고 거버넌스 민주화를 위한 기술 사용을 장려하는 것이다. 일본 코드는 [[[COVID-19]] 대유행과 관련하여 stopCOVID19.19도 개발했다.코로나바이러스 발생 건수와 대도시 지하철 이용 감소에 대해 대중에게 알리는 [[도쿄도청]의 tokyo.lg.jp.
JP-Mirai가 이끄는 또 다른 시민 주도 프로젝트는 이주 노동자들이 비자와 세금과 같은 항목에 대한 불만을 제기하고 문제를 해결할 수 있는 앱을 출시하기 위해 노력하고 있다. 이 앱은 현재 이름이 지정되지 않은 상태로 남아 있다.

#### 정부 주도 이니셔티브
일본의 시민 기술 이니셔티브는 대부분 시민 주도로 이루어졌지만, 코로나바이러스 대유행의 시작은 일본 정부가 디지털화로 전환하도록 장려했다.
이전 실물이 코로나 바이러스 대신 디지털 공간으로 이동했기 때문이다. 정부는 기능의 디지털화에 집중할 계획이다.개인 및 개인 정보의 보안을 강화하고 인쇄된 문서에 서명 대신 사용되는 도장인 한코(Hanko)를 디지털 인증 및 문서로 전환하여 효율성을 높이기 위해 중앙 및 지방 정부에서 보다 정교한 시스템을 구현한다. 
도쿄도 또한 전염병에 비추어 약진했다. 도쿄도는 콘텐츠 유통이 가능한 저작권과 오픈 소스 개발 플랫폼인 깃허브(GitHub)의 사용을 통해 일본 코드(Code for Japan)에 의해 만들어진 프로젝트의 데이터와 코드에 다른 협력자들이 추가할 수 있도록 허용했다

## 같이 보기
- 전자 정부
- 코드 포 코리아